# Einsatzkommando Cobra
L'unità speciale Einsatzkommando Cobra (abbreviato EKO-Cobra) è una specialità della Polizia d'Austria. Fa parte della Direzione delle unità speciali della Generaldirektion für die öffentliche Sicherheit (Direzione generale della sicurezza pubblica) presso il ministero dell'interno. Il corpo ha compiti di polizia preventiva secondo diritto, sotto il comando del Ministero degli interni austriaco.
La sede generale è a Wiener Neustadt. Altre sedi dislocate su tutto il territorio austriaco: Vienna, Graz, Linz e Innsbruck così come Salisburgo, Klagenfurt e Feldkirch.
Il corpo ha 670 effettivi (2013), compreso due donne. Nel 2013 il corpo ha effettuato 823 operazioni, 1036 protezioni di individui più migliaia di servizi su voli. Il numero di interventi del EKO-Cobra nell'anno 2009 raggiunse il numero di 3.700. Nello stesso periodo l'utilizzo di armi da fuoco risultava in numero 4 volte: una volta a vuoto, una volta per perforare una bombola di gas come prevenzione allo scoppio. Nel 2009 nessuna persona è rimasta ferita.

## Scopo

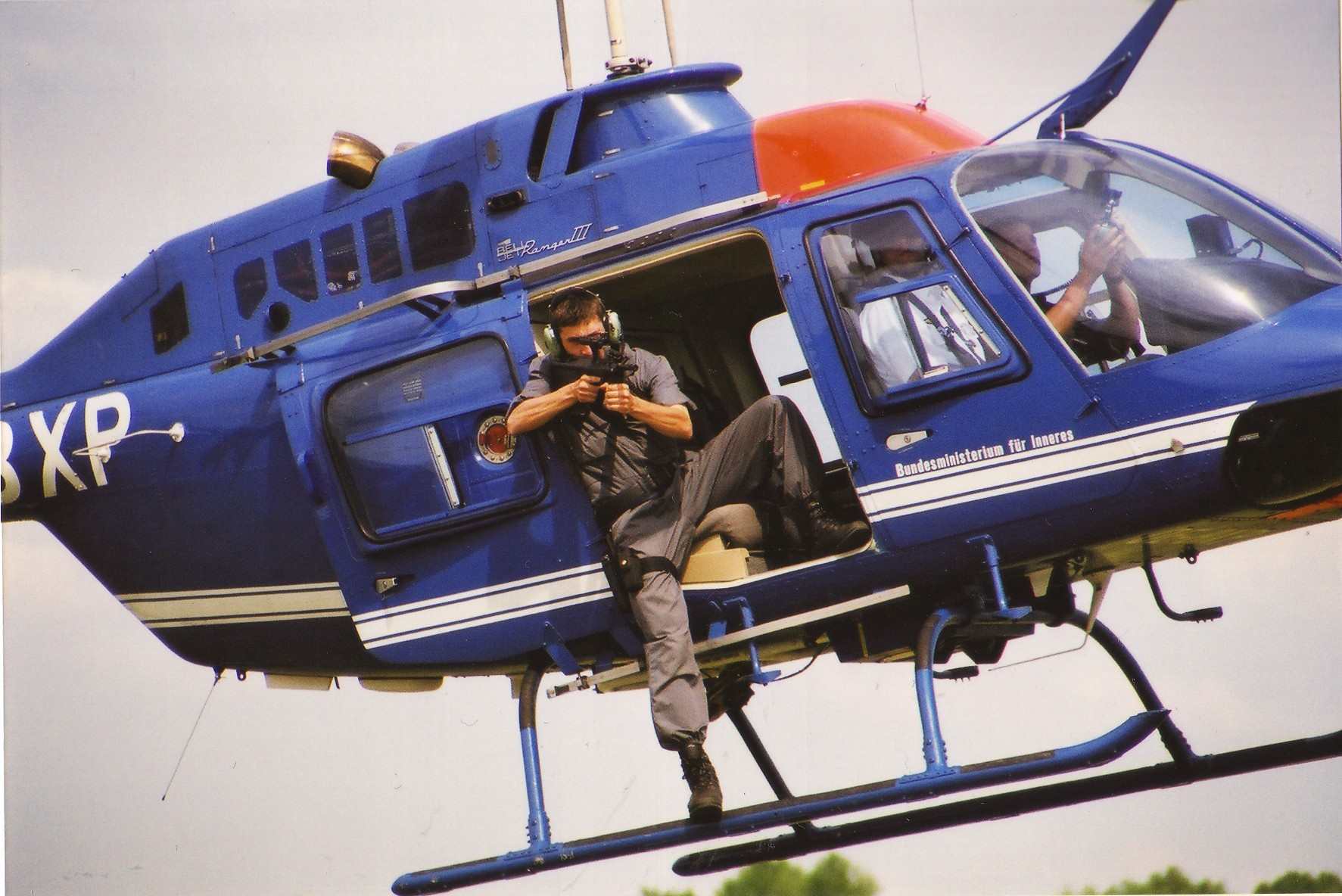
Unità con elicottero della Polizia austriaca

EKO-Cobra è una unità speciale per impieghi con elevato rischio. Questi impieghi si riferiscono a sequestri di persona, criminalità organizzata e arresto di soggetti pericolosi. Anche azioni antiterrorismo fanno parte degli impieghi dell'Einsatzkommando.
Inoltre vi sono impieghi meno rischiosi come quello della protezione di persone. Vi è anche l'impiego come „Sky marshal“ per la sicurezza dei voli aerei di linea. Anche la guardia al trasporto di beni della Oesterreichische Nationalbank.

1. gefährlichen Angriffen ein Ende zu setzen, wenn wegen der hiefür gegen Menschen oder Sachen allenfalls erforderlichen Zwangsgewalt besonders geübte Organe des öffentlichen Sicherheitsdienstes mit besonderer Ausbildung benötigt werden und solche Organe auf lokaler oder regionaler Ebene nicht oder nicht ausreichend zur Verfügung stehen;

3. den Sicherheitsdienst an Bord österreichischer Zivilluftfahrzeuge sowie im Rahmen diplomatischer Missionen auszuüben.»
(§ 5 Sondereinheiten-Verordnung)

La funzione assegnata risale al 1993 dal Bundesministerium für Inneres austriaco § 5 del Sondereinheiten-Verordnung come complemento ai compiti di polizia della Sicherheitspolizeigesetz. Al punto 2 paragrafi 2 e 3 del 
 Abs. 1 SPG trattare la protezione preventiva degli interessi legali, in particolare al paragrafo 2 la protezione delle istituzioni costituzionali e la loro capacità di agire e al paragrafo 3 la tutela dei rappresentanti di Stati esteri, organizzazioni internazionali e altri soggetti di diritto internazionale. Inoltre ha lo scopo di proteggere il Governo dell'Austria, i governi regionali (Landesregierung (Austria)), il Consiglio nazionale e il Consiglio federale, la Corte costituzionale austriaca e i diplomatici stranieri.

## Organizzazione interna

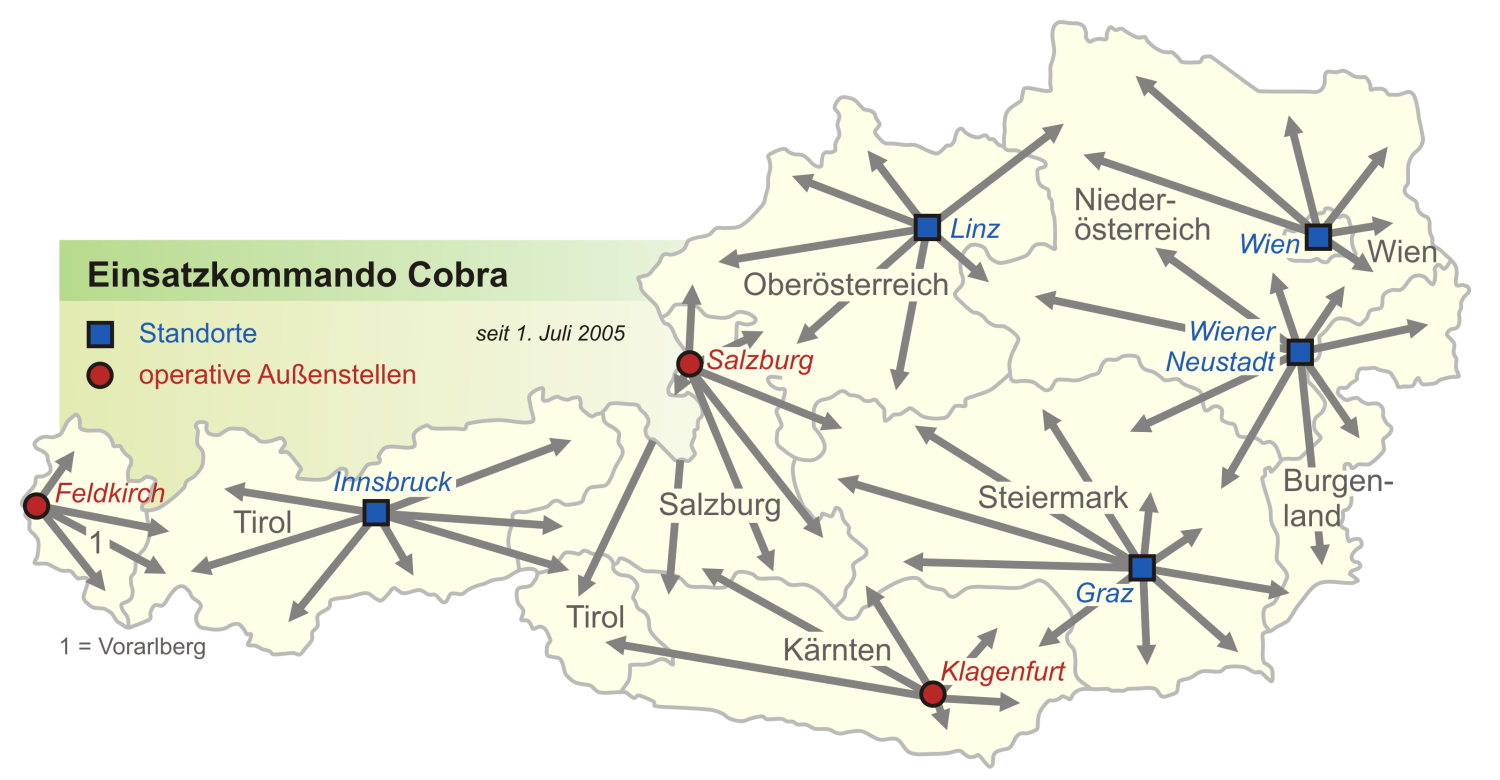
Sedi EKO-Cobra

Dal 1º giugno 2013 il corpo fa parte del Einsatzkommando Cobra / Direktion für Spezialeinheiten (EKO Cobra/DSE) diretta emanazione del Generaldirektion für die öffentliche Sicherheit unterstellt.  Eko-Cobra e il DSE hanno quartier generale a Wiener Neustadt. Sede anche amministrativa oltre che di addestramento. Esistono altre quattro sedi operative a Vienna, Graz, Linz e Innsbruck, oltre ai distaccamenti di Klagenfurt, Salisburgo e Feldkirch. Il Burgenland non ha nessuna sede Eko-Cobra e dipende dalla centrale di Vienna ed in parte da Graz.
In ogni sede vi sono quattro moduli (team) operativi, mentre nei distaccamenti due moduli operativi. Die Regionalisierung hat für das Einsatzkommando Cobra vor allem personelle Vorteile. La fluttuazione del numero di effettivi di circa 450 persone è di 20%-5% In 70 minuti dall'allarme un singolo team raggiunge qualunque punto del territorio austriaco.

## Reclutamento e istruzione

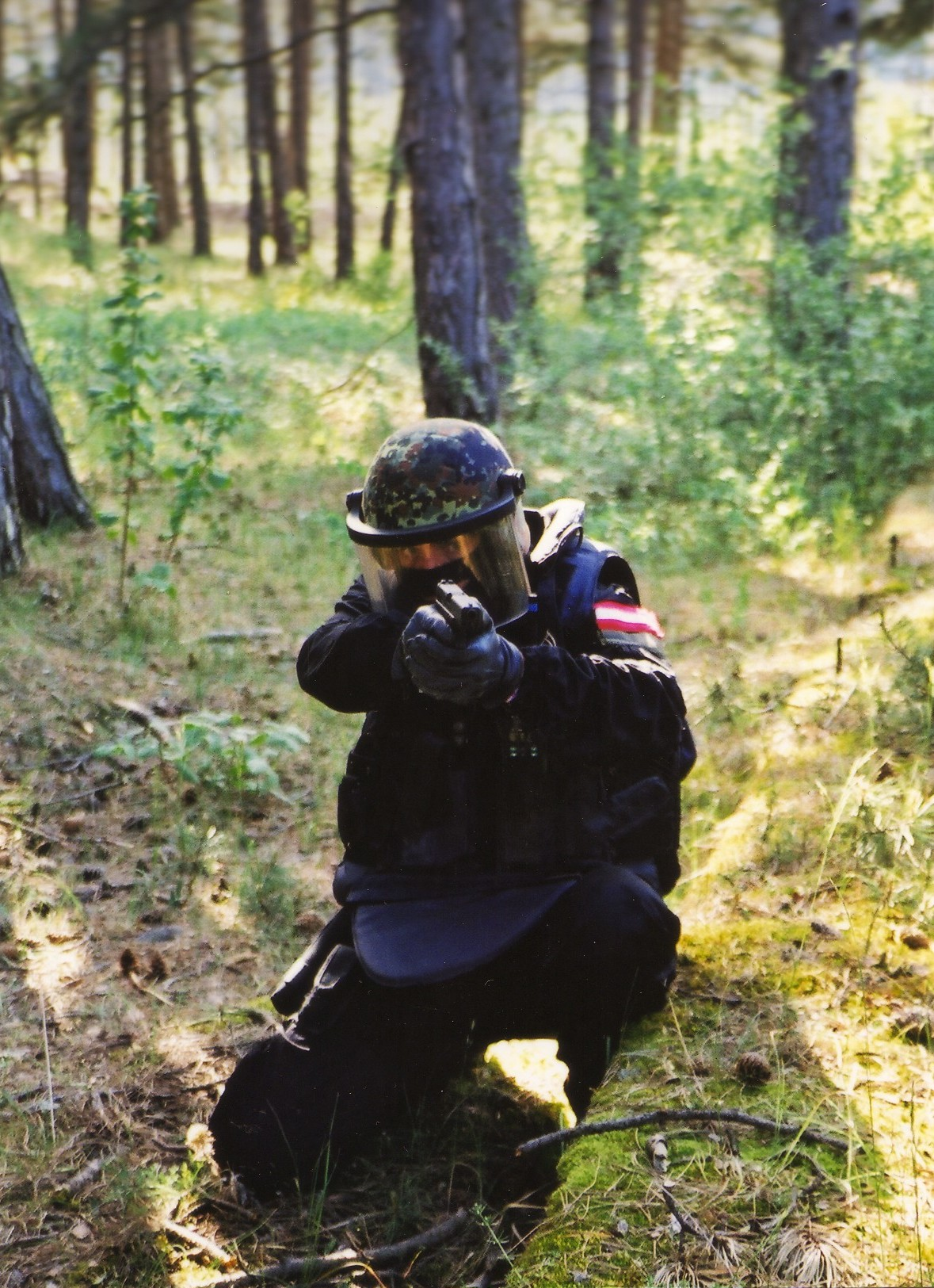
Esercitazione di tiro durante un training

I membri dell'EKO-Cobra non vengono reclutati in modo autonomo dall'organizzazione. Principalmente i membri hanno esperienza nei corpi di Polizia austriaci e in modo indipendente dall'età e dal sesso. Dopo la prima selezione per titoli seguono una serie di esami medici, psicologici e sportivi. Solo dopo il superamento di questi test avviene l'istruzione.
Dal 2005 sono state introdotte novità, selezioni più stringenti. I candidati devono superare altre quattro prove. Il mancato superamenti di uno di questi esercizi significa l'esclusione. Il candidato deve superare un muro di 3 metri con corda ma senza l'aiuto delle gambe. Il secondo esercizio è il lift addominale. Il candidato deve riuscire a portare le gambe a toccare una palla medica posta sopra la testa, appesi a una spalliera. Il terzo esercizio consiste nel passare dal terzo al quinto piano della torre di arrampicata mediante una scaletta, in meno di 5 minuti. La quarta e ultima prova consiste nel attraversare una vasca con le mani legate dietro la schiena.
Dopo l'ammissione al corpo vi sono sei mesi di corsi presso la sede centrale di Wiener Neustadt. I corsi sono di tattica, tiro con l'arma, Sport, corsi di guida, e altri come arrampicata con corda, combattimento corpo a corpo e altri.
Inoltre vengono istruiti gli individui in specialità come paracadutismo, subacquea, esplosivi così come tiro di precisione.
Dalla fondazione ufficiale del EKO-Cobra nel 1978 sono diventati membri 1.140 poliziotti. Anche due donne fanno parte dell'organizzazione.  Nella primavera 2011 è stata portata avanti una iniziativa per aumentare la presenza femminile nel corpo.

## Armamento

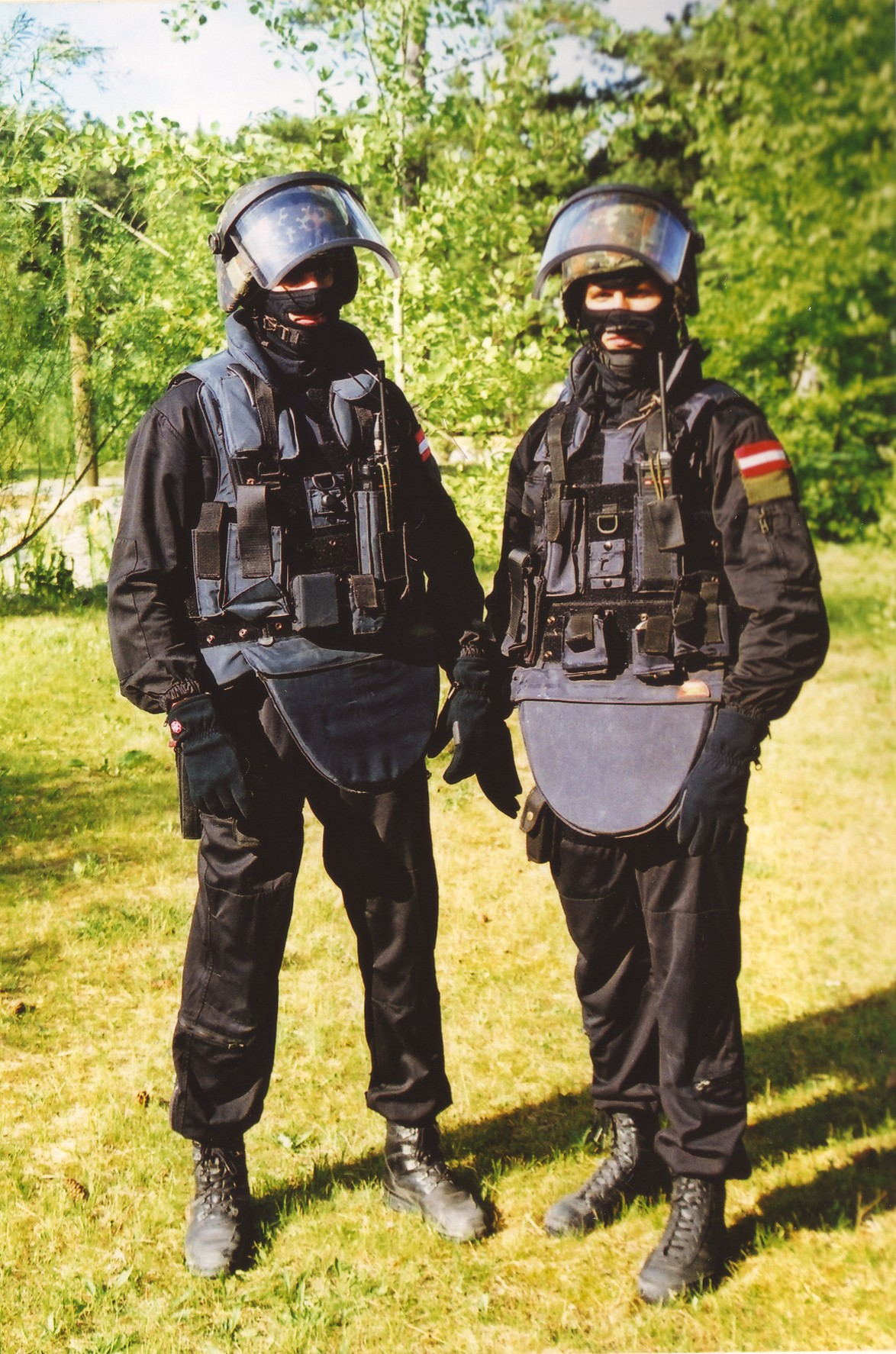
Tenuta operativa EKO-Cobra

### Uniformi e distintivi
L'uniforme dei Cobra ha un berretto distintivo, di colore rosso, indossabile dopo aver completato tutti i passaggi di selezione. Altri segni distintivi sono gli stemmi del Cobra, sul braccio sinistro. La distintivo storico, in vigore fino al 31 dicembre 2007, già della Bundesgendarmerie.
Di regola l'uniforme EKO-Cobra è di colore nero con guanti di pelle e stivali. L'unifomre di parata comprende il berretto rosso. Durante le operazioni si porta un passamontagna così come l'elmetto.

### Protezioni
In impiego operativo sono utilizzate vesti protettive con dispositivi di protezione individuale. Così come giubbotto antiproiettile in Kevlar e ceramica, e mimetismi.

### Armi

Arma standard primaria: StG 77

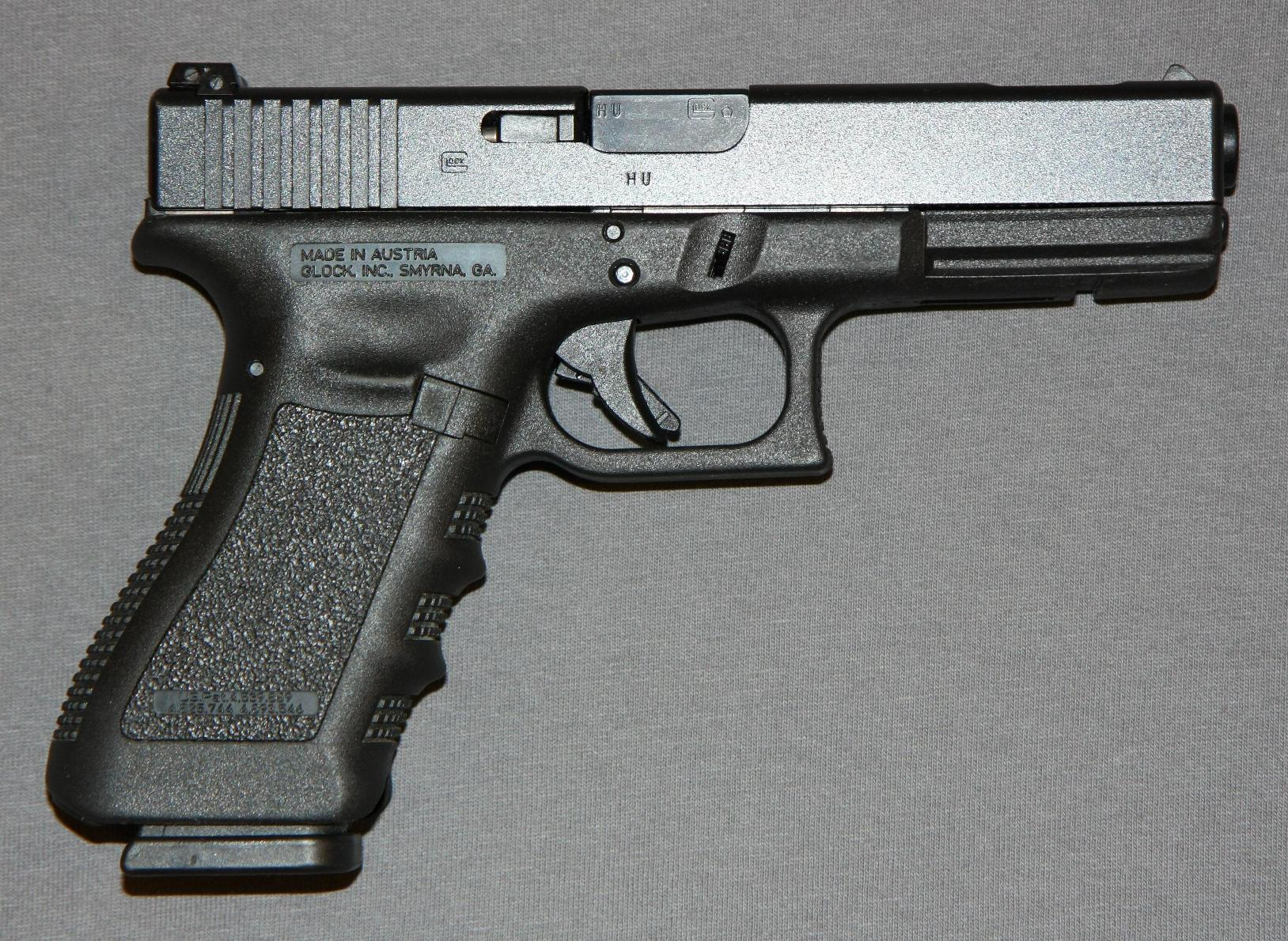
Arma standard secondaria: Glock 17

Il corpo Einsatzkommando Cobra utilizza come arma primaria (Primärwaffe) il fucile d'assalto Sturmgewehr 77 (StG 77, anche Steyr AUG), in uso presso l'esercito (Bundesheer). Varianti diverse del Heckler & Koch MP5 e del Heckler & Koch MP7 tedeschi. tiratori scelti utilizzano fucili di precisione Steyr SSG 69 o Steyr Elite, così come il PGM Hécate II calibro .50 BMG. Pochi esemplari di Blaser R93 Tactical e Steyr CISM in calibro .308 Winchester. Dal 2009 è in prova il nuovo Steyr SSG 08 in calibro .308 e lo Steyr CISM così come presso l'EKO-Cobra di Vienna lo Steyr SSG 69. Come seconda arma standard viene utilizzata la pistola Glock 17. Inoltre, sono dotati del coltello E.C.M. Cobra della ditta italiana Extrema Ratio. Come difesa personale viene usato il tonfa e spray al peperoncino.
In precedenza venivano usate armi della Bundesgendarmerie. come la pistola Browning HP, revolver Manurhin MR 73 in calibro .357 Magnum con anche munizionamento di plastica. Alcuni esemplari di M1, così come la IMI Uzi costruite su licenza in Austria, anche la Steyr MP 69 fu utilizzata. viene ancora utilizzata la Steyr TMP. Fucili a pompa come il Remington 870, Remington 11-87 e Heckler & Koch HK 502 per aprire porte o per difesa vicina.

## Storia

### Gendarmeriekommando Bad Vöslau
Nel 1972 inizia l'impiego del Kommando della Gendarmeria del Niederösterreich con la protezione degli immigranti giudei dell'URSS alla Wiener Ostbahnhof e l'asilo presso lo Schloss Schönau, fino al volo El Al dall'aeroporto di Vienna-Schwechat verso Israele.
Dato il numero degli emigranti la Generaldirektion für die öffentliche Sicherheit al 1º maggio 1973 creò una piccola unità speciale, il Gendarmeriekommando Bad Vöslau, per la sicurezza dei profughi durante il trasporto.
All'epoca l'Austria fu colpita dal terrorismo, con il sequestro di Marchegg (Geiselnahme in Marchegg) ad opera di due palestinesi dell'organizzazione „El Saika“ il 28 settembre 1973 alla stazione ferroviaria di frontiera di Marchegg. Come conseguenza venne aumentata la protezione alle frontiere, alla stazione ferroviaria di Marchegg e Hohenau an der March. L'aumento del numero delle persone rese necessario il loro trasferimento al Castello di Schönau, il 18 dicembre 1973.

### Gendarmeriebegleitkommando Wien
Il 1º settembre 1974 viene trasferito il Gendarmeriebegleitkommando Wien di Schönau alla Burstyn-Kaserne del Bundesheer presso Zwölfaxing e da allora sotto il comando della Generaldirektion für die öffentliche Sicherheit del Bundesministerium für Inneres.
La scorta dei profughi verso l'aeroporto di Wien-Schwechat fu l'attività principale.

### Gendarmerieeinsatzkommando „Cobra“

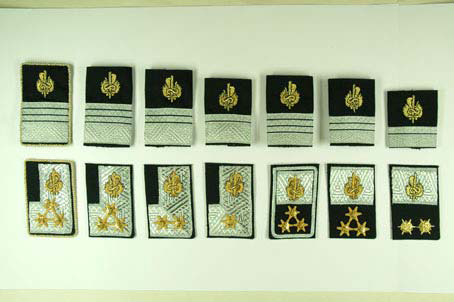
Gradi storici EKO-Cobra, da destra a sinistra: Revierinspektor − Gruppeninspektor/E2b − Bezirksinspektor − Abteilungsinspektor − Kontrollinspektor − Chefinspektor/FGr. 6 − Chefinspektor/FGr. 7

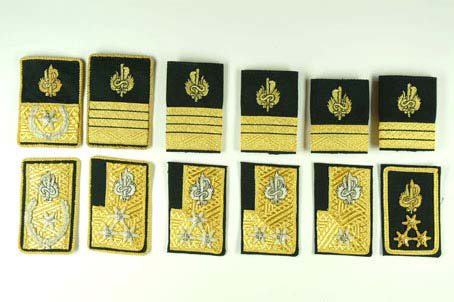
Gradi storici EKO-Cobra, funzionari, da destra a sinistra: Hauptmann − Major − Oberstleutnant − Oberst/FGr. 7 − Oberst/FGr. 8 − Brigadier

Il rapimento di Hanns Martin Schleyer da parte della Rote Armee Fraktion nell'autunno 1977 così come il sequestro del velivolo Lufthansa „Landshut“ verso Mogadiscio (Entführung des Flugzeugs „Landshut“) innesco la crisi del Governo Kreisky III e del Ministro degli interni Erwin Lanc.
La parte del Gendarmeriebegleitkommando Wien venne rafforzata e creato lo „Gendarmerieeinsatzkommandos (GEK)“ con 127 effettivi. Dal 1º gennaio 1978 divenne operativo e spostato il 14 febbraio 1978 al Castello di Schönau.